# Platin(V) fluoride
Platin(V) fluoride là một hợp chất vô cơ có công thức tổng quát PtF5. Chất rắn dễ bay hơi màu đỏ này hiếm khi được nghiên cứu nhưng được quan tâm vì là một trong số ít các fluoride nhị phân của platin, tức là một hợp chất chỉ chứa Pt và F. Nó bị thủy phân trong nước.
Hợp chất này được Neil Bartlett điều chế lần đầu tiên bằng cách flo hóa platin(II) chloride trên 350 ℃ (dưới nhiệt độ đó, chỉ có dạng PtF4).
Cấu trúc của nó bao gồm một tetramer, rất giống với cấu trúc của rutheni(V) fluoride. Bên trong các tetramer, mỗi một nguyên tử bạch kim thừa hưởng cấu trúc hình học phân tử Octahedral, với hai cầu gốc flo.